# Utrechtse documentenvervalsing
De Utrechtse documentenvervalsing bracht een operatie aan het licht waarbij de Belgische Militaire Veiligheidsdiensten een poging deden om de Duitse militaire autoriteiten te misleiden en vervolgens ook nog een politieke rel tussen België en Nederland werd aangemoedigd, ten nadele van de Vlaams-nationalisten.

## Geschiedenis
De oorsprong lag bij de Duitse overheid, die om documenten vroeg over de Belgische militaire organisatie. De Militaire Veiligheid besloot een tekst te fabriceren over de mobilisatieplannen van het Belgisch leger. De overbrenging ervan gebeurde via Albert Frank-Heine (Schaarbeek, 1896 - 1955), zoon van een Nederlands-Joodse vader en een Düsseldorfse moeder, een dubbelagent die bij de Militaire Veiligheid was aangeworven in april 1928 vanwege zijn nauwe contacten met de Duitse spionagedienst. Het was de bedoeling het document over te maken aan de Duitse militaire overheid, die hieruit conclusies zou trekken voor zijn eigen strategische visie. Het was niet de bedoeling dat hieraan ook maar enige ruchtbaarheid zou worden gegeven.
Maar er kwam een kink in de kabel. De Vlaams-nationalist Ward Hermans was een bekende van Albert Frank Heine en hij kreeg bij toeval kennis van het bestaan van het document. Hij wilde het bij Heine kopen en er argumenten in vinden voor zijn strijd tegen het Belgisch-Franse militair akkoord.	
Werd de Militaire Veiligheid hiervan door Heine op de hoogte gebracht en besliste de Dienst om een tweede tekst te fabriceren? Of werd die tekst door Heine zelf in mekaar gestoken? Deze nam als basis de in 1927 gehouden Belgisch-Franse stafbesprekingen, met daarin verwerkt elementen van het geheim Belgisch-Franse militair akkoord van 1920. Deze tekst zou verdoezelen dat er al een eerste oorspronkelijk document bestond en moest de Duitse militaire overheid overtuigen dat hij het origineel in bezit had. Tevens moest de eventuele publicatie van de tweede tekst, die op 29 januari 1929 aan Hermans werd verkocht, mogelijkheden bieden om de Vlaams-nationalisten (en met hem de Groot-Nederlanders in Vlaanderen en Nederland) in diskrediet te brengen.
Op 23 februari 1929 verschenen elementen uit de kwestieuze teksten in het Utrechts Provinciaal en Stedelijk Dagblad, dat geleid werd door Pierre Ritter, een medestander van de Groot-Nederlander Frederik Carel Gerretson. De sensatie was enorm. Er werd immers in verklaard dat België zijn neutraliteit opgaf en dat, in geval van oorlog, een Belgisch-Franse troepenmacht, mede door de Engelsen ondersteund, Nederland zou binnenvallen, om daar, in het verlengde van de versterkingen aan de Belgische grens, de Duitse troepen tegen te houden.
Ondanks bepaalde foute gegevens werd de tekst van het Utrechts artikel algemeen beschouwd als betrouwbaar en aldus gepromoveerd tot wereldnieuws. In Nederland was een belangrijke Rotterdamse lobby actief in de zaak, onder de leiding van Daniël George van Beuningen, directeur van de Steenkolenhandel Van Beuningen. Het was dezelfde lobby die twee jaar vroeger gezorgd had voor het verwerpen door het Nederlands parlement van het Verdrag over de Wielingen en over de Schelde-Rijnverbinding. Een en ander zorgden in Nederland voor een publieke opinie die hevig tegen België gekeerd was. Ook de Nederlandse regering geloofde in de authenticiteit van de gepubliceerde teksten en zou pas enkele maanden later, bij monde van minister-president Dirk Jan de Geer, erkennen dat hij om de tuin was geleid.
De Belgische eerste minister Henri Jaspar verdedigde zich hevig. Heine werd gearresteerd en legde bekentenissen af. Tegen Hermans (die naar Nederland was gevlucht) werd een arrestatiebevel uitgevaardigd. In mei 1929 werd hij tot parlementslid verkozen en verwierf aldus onschendbaarheid. De regering en de militaire generale staf beseften dat ze wel zouden kunnen in opspraak komen. Om dit te voorkomen werd dan ook besloten om de schuld te steken op de Dienst Militaire Veiligheid en op een ongeoorloofd initiatief die deze had genomen. Het gevolg hiervan was dat op 16 maart 1929 de Dienst Militaire Veiligheid gewoon werd afgeschaft. De vijf personeelsleden en de enkele losse medewerkers werden overgeheveld naar de Openbare Veiligheid.
Pas in het vooruitzicht van een wereldoorlog werd heel wat jaren later opnieuw een militaire geheime dienst, een zogeheten 2de Bureau, opgericht.